# Castulus
Castulus eller Kastor (født 200-tallet i det sydlige Frankrig) er en kristen martyr eller helgen.
Han har lagt navn til dagen d. 27. marts.
Han levede som eneboer ved Mosel-floden blandt en delvis kristen befolkning nær Karden.